# باتريس دي كورسي
باتريس دي كورسي هو سياسي فرنسي، ولد في 15 سبتمبر 1824 في Talasani ‏ في فرنسا، وتوفي في 13 أكتوبر 1888 في باريس في فرنسا. انتخب عضو مجلس الشيوخ في الجمهورية الفرنسية الثالثة ‏.